# 珀西縣區 (伊利諾伊州蘭道夫縣)
珀西縣區（英語：Precincts (United States)）是位於美國伊利諾伊州蘭道夫縣的一個縣區。

## 地方資料
根據2010年美國人口普查的數據，珀西縣區的面積為49.58平方千米，當中陸地面積為48.44平方千米，而水域面積為1.14平方千米。當地共有人口1223人，而人口密度為每平方千米24.67人。